# Globcal International
Globcal International es una organización no gubernamental sin fines de lucro, y una comisión de desarrollo formada por embajadores de buena voluntad, independientemente reconocidos, de distintas ciudades, estados y países. Los miembros fundadores son profesionales con experiencia en redes sociales, enfocados en campos como viajes al extranjero, diplomacia, sociología, psicología, filosofía, leyes, conservación, entre otros campos académicos. El nombre es una contracción de las palabras "global" y "local".
La creación de la organización se basa en la hibridación del entorno de negocios de las redes sociales, la cooperación comunitaria, y el desarrollo de una organización sin fines de lucro conformada por activistas involucrados en filantropía, mecenazgo, pacifismo y esfuerzos humanitarios.
Cada miembro de la organización es un agente independiente, con experiencia en las redes sociales y diplomacia pública 2.0, conocidos como "embajadores" o "protagonistas de redes sociales", tienen una presencia considerable en redes sociales como Facebook, LinkedIn, Twitter, entre otros, donde afectan la política pública promoviendo temas particulares, ideales y géneros para crear y asimilar una visión global. 
La organización basa su ideología en el budismo, generando riquezas no tangibles y capital social a través de la publicación regular de temas de interés regular. Los embajadores de Globcal identifican elementos de las redes sociales como artículos, vídeos, blogs y noticias para moderar discusiones desde sus ubicaciones geográficas, e identificar otras personas que hayan hecho actos meritables sin otro motivo que buena voluntad y amabilidad hacia el prójimo. Es una organización secular abierta a todas las personas, sin importar raza, origen, secta, país de nacimiento o afiliación política.

## Misión
El propósito de la organización es juntar negocios y líderes profesionales en línea en redes sociales para distribuir y/o compartir capital social, promover empresas sociales, proveer de servicio humanitario, promover estándares éticos en comunicaciones en línea, y ayudar a construir la buena voluntad y la paz en el mundo.

## Cooperativa y consorte
La organización es diferente de muchas otras, ya que funciona como una cooperativa internacional, totalmente voluntaria, y tiene poco o nada de gastos operativos de forma centralizada. Cada embajador es un agente con licencia en línea (cooperador), es responsable de su propio tiempo y de los gastos relativos a la promoción de sus causas y de su funcionamiento y presentación dentro de la red. La organización no recoge fondos excepto a través de las subvenciones que se dirigen hacia la administración de causas y que benefician a la estructura del consorcio cooperativo en línea.
La estructura cooperativa fue seleccionada para crear una oportunidad abierta a muchas organizaciones, países, estados, ciudades, que comparten la misión de promover la buena voluntad y la cooperación y permiten a las personas calificadas recaudar fondos en el nombre de sus causas favoritas, promover la interacción cooperativa, y sus organizaciones individuales transparentes. Cada embajador está registrado en su organización individual y, normalmente, está autorizado por el fundador, director ejecutivo o presidente/a de la junta de servir a su propio grupo.